# Ula (Larvik)
Pour les articles homonymes, voir Ula.
Ula est une agglomération de la municipalité de Larvik, dans le comté de Vestfold, en Norvège.

## Description
Ula est un ancien port donnant sur le Skagerrak. Il était connu comme station de pilote de navire. En 1932, un monument du sculpteur Hans Holmen a été érigé en l'honneur du célèbre pilote de navire Anders Jacob Johansen (en) (1815-1881) dit Ulabrand.
C'est désormais une station balnéaire avec une population permanente de plus de 200 habitants, avec des falaises de roche moutonnée, des plages de baignade, des campings et des résidences de vacances.
La ville est aussi connue pour avoir donné son nom à un sous-marin ( KNM Ula (P-66) ) et à un type de sous-marin (la classe Ula).

## Aires protégées
- Réserve naturelle de Refsholttjønna créée en 1981 à l'ouest du village, au plan d'eau de Refsholttjønna.
- Réserve naturelle de Ringane créée en 2006 au sud-ouest du village, sur la côte.

## Galerie

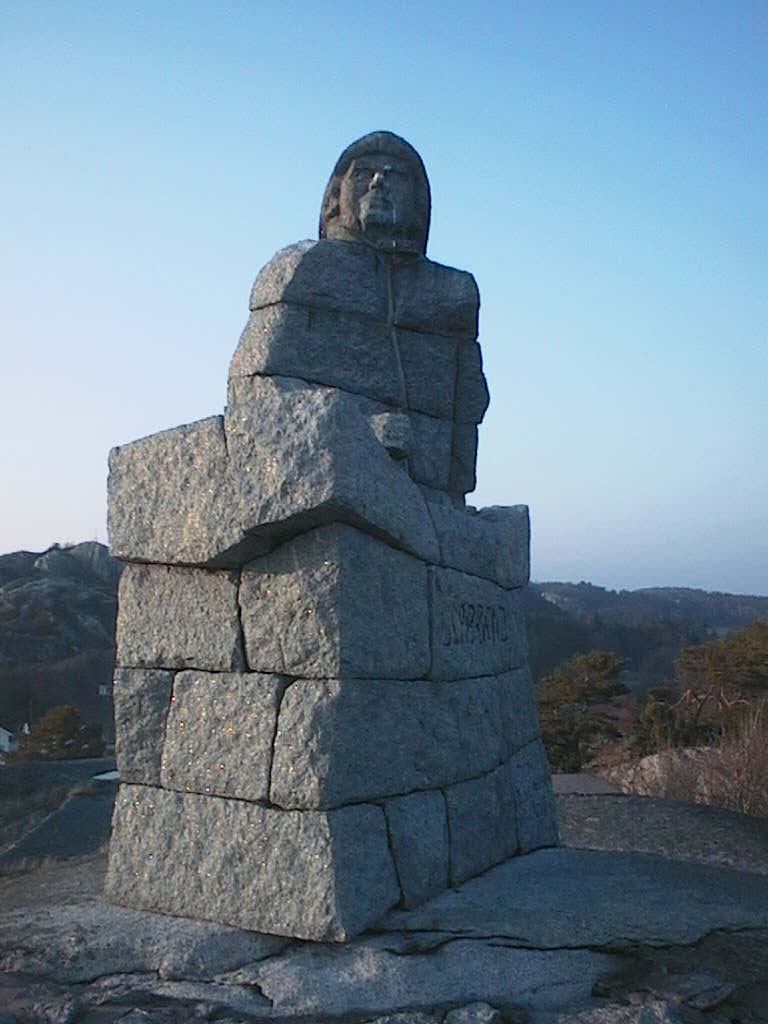
Monument Ulabrand
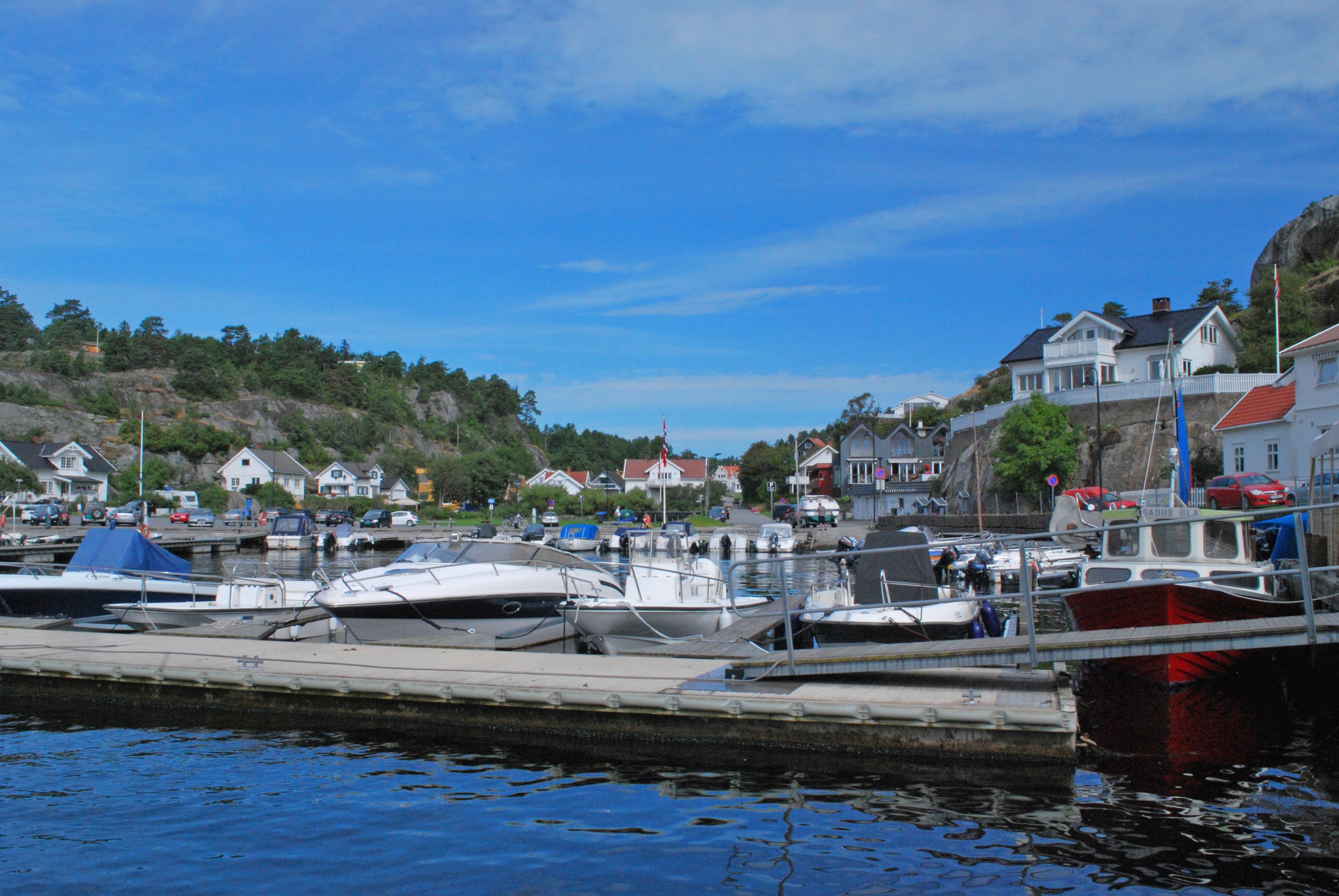
Le port de plaisance
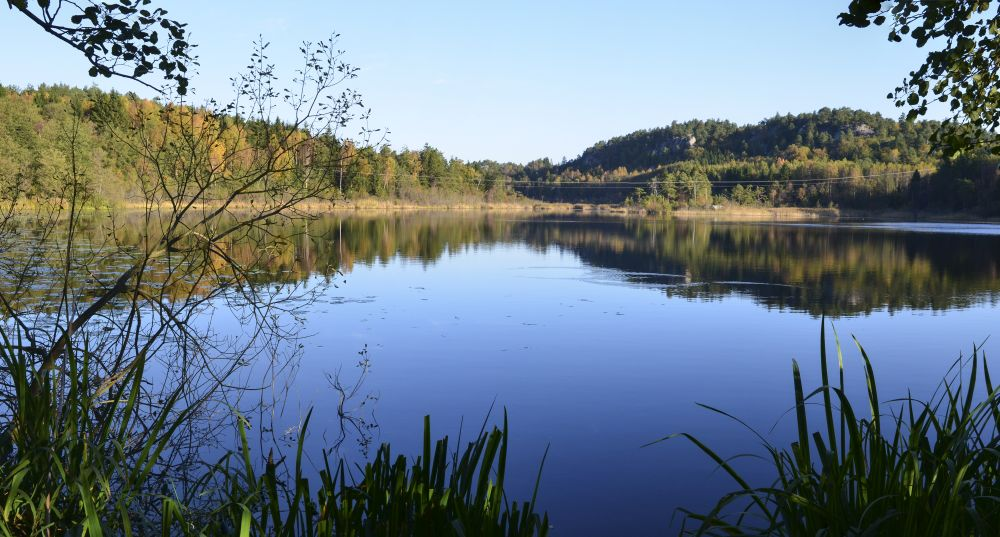
Refsholtjønna (réserve naturelle)